# Центральний кут

Кут АОВ — центральний кут кола

Центральний кут — кут, вершина якого є центром кола, і сторони проходять через пару точок на колі, тим самим спираючись на дугу кола між цими двома точками.

## Властивості
- Теорема про центральний кут

Центральний кут дорівнює подвоєному вписаному куту, якщо вони спираються на однакову дугу

Центральний кут дорівнює подвоєному вписаному куту, що спирається на ту ж дугу.
- Наслідки:
  - Вписані кути, що спираються на одну дугу, рівні.
  - Кут, що спирається на діаметр, — прямий.
    - Гіпотенуза прямокутного трикутника є діаметром описаного навколо нього кола.